# 比耶屈勒
比耶屈勒（法語：Billecul）是法国汝拉省的一个市镇，属于隆斯勒索涅区和圣洛朗-昂格朗沃县（Saint-Laurent-en-Grandvaux）。该市镇总面积4.41平方公里，2009年时的人口为31人。

## 人口
比耶屈勒人口变化图示